# Stormyrtjärnarna (Norsjö socken, Västerbotten)
Stormyrtjärnarna är en sjö i Norsjö kommun i Västerbotten och ingår i Umeälvens huvudavrinningsområde.